# 永丰镇 (兴国县)
永丰乡，是中华人民共和国江西省赣州市兴国县下辖的一个乡镇级行政单位。原为叶坪乡。2021年1月6日，经省政府批准，撤乡设镇，以原叶坪乡行政区域为叶坪镇行政区域。行政区划代码为360781107。

## 行政区划
永丰乡下辖以下地区：
永丰村、豪溪村、果溪村、大江村、樟坪村、西山村、社背村、诛坊村、茶石村、凌源村、里坳村、马良村、蕉溪村、荷岭村、旗岭村、西江村和船溪村。